# Glasmosaik (film)
Glasmosaik er en dansk dokumentarfilm fra 1968, der er instrueret af Tue Ritzau.

## Handling
En film om maleren Preben Hornungs glasmosaik i De danske Sukkerfabrikkers hovedsæde i København.